# پیوست (پاپی)
پیوست یا پیوسته یا پیوستهٔ بالا؛ روستایی از توابع بخش پاپی شهرستان خرم‌آباد در استان لرستان ایران است.

## جمعیت
این روستا در دهستان کشور قرار دارد و براساس سرشماری مرکز آمار ایران در سال ۱۳۸۵، جمعیت آن ۸۳ نفر (۲۱ خانوار) بوده‌است.